# Shela
shela（シェラ、1980年3月4日 - ）は、日本の歌手、女優。本名は大泉 めぐみ（おおいずみ めぐみ）。元音楽ユニット「FBI」のボーカル兼アルト・サクソフォーン担当。北海道美唄市出身。

## 経歴
1996年、テレビ東京系バラエティー番組ASAYANの「コムロギャルソン」オーディションに大泉めぐみとして参加、デビュー予備軍のユニットAISに加入した。
1997年6月4日、3人組女性音楽ユニットFBIのボーカル兼アルト・サクソフォーンとして「Action A to Z」で徳間ジャパンコミュニケーションズからメジャー・デビュー。シングル3枚をリリース。
1999年12月1日、shelaとしてシングル「White」で再デビュー。当時本名等詳しいプロフィールは明かされておらず（血液型は「A型」であると明かしている）、前述のFBIとしての活動も言及されず「20世紀最後の大型新人」とされていた。当初は色をテーマにしたCDをリリースしていた。
2000年11月、第33回全日本有線放送大賞にて新人賞を受賞した。
2001年5月9日に発売された1stアルバム『COLORLESS』でオリコン週間アルバムチャートで第1位を獲得した。7月～8月、アルバム初回特典応募者の中から抽選で招待されたファンを対象に、シークレットライブを実施した。10月、speena、shiinaとともに学園祭ツアーを実施。11の大学でライブを行った。
2002年4月リリースシングル「Rose」からは、花をテーマにしたCDをリリースした。夏、昭和シェル石油「Xカード」に入会者を招待したシークレットライブを4日間にわたり実施。
2004年、デビュー当時からのプロデューサーである周防彰悟と、カナコ（speena）とともに音楽ユニット「sunny-side up」を結成。2005年にシングル1枚をリリース他、shelaのシングル「Dear my friends / Fly away」において「Fly away」を発表。
2005年7月6日、ベスト・アルバム『COLORS -single collection vol.1-』『FLORAL -single collection vol.2-』を2枚同時リリース。
2009年9月、舞台「殺し屋シュウ 〜シュート・ミー〜」に出演。挿入歌も担当した。
2012年1月11日、音楽ユニットSweet Liciousのアルバム『Girlicious』において、サンプリング曲「Love Again～永遠の世界～feat.shela」を発表。shelaもボーカルとして参加。
2016年9月1日、Instagram開設。
2022年5月、Twitterを開設。6月8日、YouTubeチャンネルを開設した。開設のきっかけは、2021年10月に5ちゃんねる掲示板で「元avex歌手だけど質問ある？」というタイトルのスレッドがなりすましの別人によって作成され、まとめサイトなどで話題となったことである。YouTubeチャンネルでは「Days」、「月と太陽」、「Dear my friends」の歌ってみた動画を同時にアップしている。6月9日、TikTokを開設。8月2日、NEWSポストセブン（小学館）にてインタビューが掲載。8月5日、Twitterにて8月10日に定額制音楽配信の開始予定と、YouTubeのavex公式チャンネルにて、shela自身が手掛けたライナーノーツ付のMVが随時公開される報告をした。12月31日、TikTokの生配信を実施した。
2024年12月1日、デビュー25周年を迎え、同日に南青山レッドシューズにて「Special Fun Live」と題したライブが行われた。
2025年3月30日、六本木R3 Club Loungeにて「shela Special Fun Live～We are friends！！～」と題したライブが行われた。

## ディスコグラフィ

### 参加作品
| アーティスト  | タイトル                              | 発売日         | 発売元         | 規格 | 備考                                           |
| ------------- | ------------------------------------- | -------------- | -------------- | ---- | ---------------------------------------------- |
| sunny-side up | Birthday Song/Happy Birthday          | 2005年02月02日 | avex trax      | Maxi |                                                |
| Sweet Licious | Love Again 〜永遠の世界〜 feat. shela | 2012年01月11日 | キングレコード | CD   | Sweet Liciousの2ndアルバム「Girlicious」に収録 |

### 写真集
| タイトル           | 発売日         | 発売元       |
| ------------------ | -------------- | ------------ |
| SHELA写真集-Garden | 2003年07月23日 | ワニブックス |

## 出演

### テレビ
- 下記以外にも出演歴がある。

1997年 - 1998年
- ASAYAN（テレビ東京）FBIとして

1999年
- 12月01日 ビッグ・ウェンズデイ（毎日放送）「White Destiny」歌唱
- 12月02日 うたばん（TBS）「White Destiny」歌唱
- 12月03日 ミュージックステーション（テレビ朝日）「White Destiny」歌唱
- 12月04日 CDTV（TBS）「White Destiny」歌唱
- 12月06日 HEY!HEY!HEY! #226（フジテレビ）「White Destiny」歌唱

2000年
- 01月26日 ポケットミュージック（日本テレビ）「White Destiny」歌唱
- 05月04日 m.m.m.!（日本テレビ）「19RED」歌唱
- 05月08日 HEY!HEY!HEY! #246（フジテレビ）「Love Again ～永遠の世界～」歌唱
- 05月09日 うたばん（TBS）「Love Again ～永遠の世界～」歌唱
- 05月12日 ミュージックステーション（テレビ朝日）「19RED」歌唱
- 06月02日 ミュージックステーション（テレビ朝日）「Love Again ～永遠の世界～」歌唱
- 11月02日 うたばん（TBS）「friends」歌唱
- 11月02日 AX MUSIC-FACTORY（日本テレビ）「friends」歌唱
- 11月03日 ミュージックステーション（テレビ朝日）「friends」歌唱
- 11月03日 FUN（日本テレビ）「friends」歌唱
- 11月06日 HEY!HEY!HEY! #269（フジテレビ）「friends」歌唱
- 12月28日 Asia 2000 Music Festival in Hong Kong（NHK BS2）「friends」歌唱

2001年
- 02月12日 HEY!HEY!HEY! #282（フジテレビ）「feel」歌唱
- 02月14日 AX MUSIC-FACTORY（日本テレビ）「feel」歌唱
- 02月15日 うたばん（TBS）「feel」歌唱
- 02月16日 ミュージックステーション（テレビ朝日）「feel」歌唱
- 02月16日 FUN（日本テレビ）「feel」歌唱
- 02月17日 CDTV（TBS）「feel」歌唱
- 02月17日 MUSIX!（テレビ東京）「feel」歌唱
- 05月03日 うたばん（TBS）「sepia」歌唱
- 05月03日 AX MUSIC-FACTORY（日本テレビ）「sepia」歌唱
- 05月04日 ミュージックステーション（テレビ朝日）「sepia」歌唱
- 05月06日 MUSIX!（テレビ東京）「sepia」歌唱
- 05月07日 HEY!HEY!HEY! #293（フジテレビ）「sepia」歌唱
- 05月11日 FUN（日本テレビ）「sepia」歌唱
- 05月12日 ポップジャム（NHK総合）「sepia」歌唱
- 05月12日 CDTV（TBS）「sepia」歌唱
- 11月19日 HEY!HEY!HEY! #316（フジテレビ）「Wish」歌唱
- 12月02日 Mモード『ピンパパ』（中京テレビ）
- 12月05日 AX MUSIC-FACTORY（日本テレビ）「wish」歌唱
- 12月08日 CDTV（TBS）「wish」歌唱
- 12月13日 うたばん（TBS）「wish」歌唱
- 12月14日 ミュージックステーション（テレビ朝日）「wish」歌唱
- 12月21日 FUN（日本テレビ）「wish」歌唱

2002年
- 04月11日 AX MUSIC-TV（日本テレビ）「Rose」歌唱
- 04月11日 Channel-a（テレビ神奈川）
- 04月12日 CDTV-Neo（TBS）「Rose」歌唱
- 04月15日 カヴァーしようよ!（テレビ東京）髙橋真梨子「桃色吐息」&「Rose」歌唱
- 04月16日 MUSIX!（テレビ東京）「Rose」歌唱
- 04月18日 うたばん（TBS）「Rose」歌唱
- 04月19日 FUN（日本テレビ）「Rose」歌唱
- 04月19日 CDTV-Neo（TBS）
- 05月24日 AX MUSIC-TV（日本テレビ）「FUJII ROCK 2002」
- 09月13日 MelodiX!（テレビ東京）「Days」歌唱
- 09月16日 カヴァーしようよ!（テレビ東京）竹内まりや「家に帰ろう (マイ・スイート・ホーム)」&「Days」歌唱
- 09月17日 MUSIX!（テレビ東京）「Days」歌唱
- 09月19日 うたばん（TBS）「Days」歌唱
- 09月20日 AX MUSIC-TV（日本テレビ）「Days」歌唱
- 09月22日 BEAT MOTION（NHK BS2）「Days」歌唱

2003年
- 01月28日 MUSIX!（テレビ東京）「Baby's breath」歌唱
- 02月22日 AX MUSIC-TV（日本テレビ）「Baby's breath」歌唱
- 04月17日 うたばん（TBS）「星が見える場所」歌唱
- 04月17日 AX MUSIC-TV（日本テレビ）「星が見える場所」歌唱
- 06月26日 うたばん（TBS）「I believe in love」歌唱
- 06月28日 月刊MelodiX!（テレビ東京）「I believe in love」歌唱
- 07月04日 AX MUSIC-TV（日本テレビ）「I believe in love」歌唱
- 08月06日 ディスカバ!99（TBS）

### ラジオ
- 下記以外にも出演歴がある。

2001年
- 02月10日 LAWSON COUNTDOWN JAPAN（TOKYO FM）
- 02月11日 サウンドWalker（ニッポン放送）
- 02月12日 THE REQUEST（FM横浜）
- 02月13日 MARIVE MAGICAL PASSAGE（BAY FM）
- 02月14日 e-NITE（TBSラジオ）
- 02月17日 JUNGLE PARADISE（FM-FUJI）
- 02月20日 J-HITS POWER STATION（FM-FUJI）
- 02月26日 GROOVE FROM K-WEST（BAY FM）
- 03月03日 HITS! THE TOWN（NACK5）
- 03月03日 サタデーキックオフ（TOKYO FM）
- 03月06日 古本新之輔 ちゃぱらすかWOO!（文化放送）

2002年
- 04月01日 J-HITS POWER STATION（FM-FUJI）
- 04月05日 週末娯楽王（TOKYO FM）
- 04月06日 POWER COUNTDOWN JAPAN HOT 30（BAY FM）
- 04月08日 グッドモーニング!ザッツ・ウェイクマン・ショー（TOKYO FM）
- 04月08日 MARIVE MAGICAL PASSAGE（BAY FM）
- 04月08日 club beatfreak（TOKYO FM）
- 04月13日 DAIHATSU カウントダウン・ジャパン（TOKYO FM）
- 04月15日 NACK ON TOWN（NACK5）
- 09月14日 COUNTDOWN CONNECTIONS（FM-FUJI）

2003年
- 01月25日 ODAIBA MUSIC TOWN（ニッポン放送）

2005年
- 05月14日 POWER COUNTDOWN JAPAN HOT 30（BAY FM）
- 05月16日 RADICAL LEAGUE（FM-FUJI）

### 舞台
- 殺し屋シュウ 〜シュート・ミー〜（2009年9月1日 - 9月13日、銀座8丁目 博品館劇場）